# Carthaea saturnioides
Pour les articles homonymes, voir Carthaea.
Famille
Genre
Espèce
Carthaea saturnioides est une espèce rare de lépidoptères (papillons) de la super-famille des Bombycoidea. C'est la seule espèce du genre Carthaea et de la famille des Carthaeidae.

## Distribution
Endémique du sud-ouest de l'Australie.